# Amalie J. Hathaway
Amalie John Hathaway fue una filósofa y conferencista germano-estadounidense que contribuyó a la controversia del pesimismo en Alemania.

## Vida y obra
Hathaway nació en Mühlhausen, Alemania. Se mudó con su familia a Wisconsin cuando tenía 12 años y dirigió una escuela rural desde los 15 años, como fuente de ingresos. Fue introducida a la filosofía por el profesor Benjamin Cocker, quien le llamó la atención sobre las obras de los "metafísicos y filósofos alemanes", incluidos Kant, Hegel, Schopenhauer y Von Hartmann, que podía leer y comprender en su idioma original. Mientras continuaba sus estudios, conoció a Benjamin Hathaway, un poeta autodidacta, horticultor y viverista, quien se convirtió en su esposo. La pareja asistía regularmente a la Sociedad Filosófica de Chicago, donde las contribuciones de Hathaway la llevaron a ser invitada a dar su propia conferencia.
La única publicación de Hathaway, "Schopenhauer", un artículo de 18 páginas publicado en Education, se basó en una conferencia pronunciada ante la Escuela de Filosofía de Concord, sobre la cual informó The New York Times. La conferencia recibió una cobertura de prensa positiva en otros lugares, con Hathaway descrita como "probablemente, con mucho, la mejor fundamentada en filosofía entre las mujeres estadounidenses" por el Republican . Sus otros trabajos (inéditos) fueron "Immanuel Kant", "La filosofía hegeliana", "Hartmann", "El pesimismo y la filosofía hegeliana" y "Automatismo mental".

## Legado
Hathaway ha sido descrita como una "nueva mujer filósofa perdida" (new lost woman philosopher), a la que el "movimiento de recuperación filosófica feminista" apenas le prestó atención. También la han descrito como contribuyente no reconocido a la controversia del pesimismo alemán. Hathaway ha sido comparada con las filósofas contemporáneas que también contribuyeron a la controversia, Agnes Taubert y Olga Plümacher.
Un artículo sobre Hathaway, de Carol Bensick, se incluirá en el próximo Manual de Oxford de las filósofas americanas y británicas en el siglo XIX  (Oxford Handbook of American and British Women Philosophers in the Nineteenth Century). 

## Publicaciones
- «Schopenhauer». Education 2: 234-252. September 1881 – July 1882.